# Zbigniew Wiszniewski
Zbigniew Wiszniewski (ur. 30 lipca 1922 we Lwowie, zm. 11 października 1999 w Warszawie) – polski kompozytor.

## Życiorys
W czasie II wojny światowej był członkiem Armii Krajowej, wziął udział w powstaniu warszawskim. W latach 1944–1945 przebywał w niewoli niemieckiej. Studiował kompozycję i teorię muzyki u Kazimierza Sikorskiego w Państwowej Wyższej Szkole Muzycznej w Łodzi (1950–1952) oraz Państwowej Wyższej Szkole Muzycznej w Warszawie (1952–1954). Ponadto uczył się gry na altówce u Mieczysława Szaleskiego. Od 1947 do 1952 roku studiował także filologię i archeologię na Uniwersytecie Łódzkim. W latach 1954–1955 był nauczycielem w Państwowej Średniej Szkole Muzycznej im. Karola Kurpińskiego w Warszawie. Od 1955 do 1957 roku grał na altówce w warszawskim Polskim Zespole Tańca.
Od 1957 do 1962 roku był współpracownikiem Studia Eksperymentalnego Polskiego Radia. W latach 1957–1966 i 1968–1985 pracował jako redaktor muzyczny w Polskim Radiu. Od 1966 do 1968 roku zatrudniony był jako lektor w wydawnictwie B. Schott’s Sohne w Moguncji. Pracował też jako redaktor działu polskiego przy wydaniu tomów uzupełniających Riemann Musik-Lexikon. W latach 1978–1988 i 1993–1994 wykładał w Państwowej Wyższej Szkole Muzycznej w Warszawie. Od 1984 do 1985 roku był redaktorem „Poradnika Muzycznego”, a w 1985 roku jego redaktorem naczelnym. Był współzałożycielem Stowarzyszenia Polskich Artystów Lutników i członkiem zarządu ZAiKS-u.
Otrzymał Prix Italia za operę telewizyjną Neffru (1959), I nagrodę na konkursie Première Semaine Chrétienne Internationale de TV w Monako za oratorium telewizyjne Genesis (1969), Złoty Mikrofon za osiągnięcia w muzyce radiowej oraz Nagrodę Prezesa Rady Ministrów za twórczość muzyczną dla dzieci (1972). W 1993 otrzymał Medal ZAiKS-u.

## Twórczość
W swoich utworach posługiwał się techniką dwunastotonową i mikrotonowością, wykorzystywał środki sonorystyczne. W twórczości Wiszniewskiego dominuje muzyka kameralna, często na nietypowe zestawy instrumentów.

## Ważniejsze kompozycje
(na podstawie materiałów źródłowych)

### Utwory orkiestrowe
- Triptychon (1967)
- Koncert na klarnet i orkiestrę smyczkową (1970)
- Koncert potrójny na skrzypce, altówkę i wiolonczelę z orkiestrą (1971)
- Concertante na obój, klawesyn i smyczki (1987)
- Koncert skrzypcowy (1987)
- Sinfonia da camera na smyczki (1987)
- Koncert podwójny na trąbkę, akordeon i orkiestrę (1989)

### Utwory kameralne
- 2 kwartety smyczkowe (I 1952, II 1957)
- Concentrazioni espressive na 7 instrumentów (1959)
- Trio na obój, harfę i altówkę (1963)
- Tristia na 8 instrumentów (1965)
- Tre intermezzi na harfę (1965)
- Kammermusik I na obój, obój miłosny, różek angielski i fagot (1965–1967)
- Kammermusik II na 10 instrumentów smyczkowych (1966)
- Kammermusik III na perkusję (1966)
- Kammermusik IV na 10 instrumentów (1972–1973)
- Sonata na wiolonczelę solo (1977)
- Duo na tubę basową i perkusję (1981)
- Passacaglia na wiolonczelę (1982)
- Preludio e toccata na gitarę (1982)
- Rapsodia na skrzypce i harfę (1982)
- Kwartet na 4 skrzypiec (1982)
- Duo na akordeon i gitarę (1984)
- Ballada na mandolinę i harfę celtycką (1985)
- Trio na saksofon altowy, akordeon i perkusję (1985)
- Varietas exquisita I na fagot, puzon i kontrabas (1986)
- Kwartet na lutnię, perkusję, pomort i krzywułę (1987)
- Trigonos na 2 akordeony i organy (1987)
- Trio na violę d’amore, akordeon i organy (1987)
- Varietas exquisita III na altówkę, wiolonczelę i kontrabas (1988)
- Trio na flet, klawesyn i wiolonczelę (1988)
- Duo na 2 wiolonczele (1988)
- Varietas exquisita IV na mandolinę, gitarę i harfę (1989)
- Sonata na obój solo (1989)
- Duo na akordeon i puzon (1990)
- Bicinium na saksofon i wiolonczelę (1992)
- Sonata na violę d’amore (1992)
- Pastorale na marimbę (1993)
- Varietas exquisita VI na flet i klawesyn (1996)

### Utwory klawesynowe
- Für Cembalo (1985)

### Utwory organowe
- Für Orgel (1986)
- Choral i toccata (1993)

### Utwory wokalno-instrumentalne
- Tre pezzi della tradizione na chór i orkiestrę (1964)
- Sichel versäumter Stunden na chór i orkiestrę (1971)
- Hymnus Fratrum Ganeae in funere Coributi na głos i zespół instrumentów (1985)
- Ballade de Villon de la Grosse Margot na baryton, chór i 5 instrumentów (1988)
- Kanon na chór i instrumenty (1992)

### Utwory sceniczne
- opera radiowa Neffru (1958–1959)
- balet Ad hominem (1962, wyst. Warszawa 1964)
- oratorium telewizyjne Genesis na baryton, aktora, chór i orkiestrę (1967)
- oratorium telewizyjne Bracia na aktora, chór męski i orkiestrę (1970–1972)
- opera radiowa Pater Noster (1971–1974)

### Utwory elektroniczne
- Db-Hz-Sek (1962)
- Trzy postludia (1962)
- Burleska (1963)